# Wy to ja ’98
Wy to ja ’98 – minialbum grupy Aya RL, wydany w 1998 roku, nakładem PolyGram Polska.

## Lista utworów
Źródło:.
1. „Wy to ja (98 mix)” – 4:25
2. „Wy to ja (vinyl mix)” – 7:47
3. „Brahma-7” – 9:18
4. „No Danger” – 5:04
5. „Kilim” – 6:33
6. „Danger” – 4:55

## Twórcy
Źródło:.
- Igor Czerniawski – instrumenty klawiszowe
- Jarosław Lach – gitara